# Neue Kulturgeschichte
Neue Kulturgeschichte bezeichnet eine in den 1980er- und 1990er-Jahren entwickelte Disziplin der Geschichtswissenschaft, die sich allgemein mit der vergangenen Kultur befasst (also nicht nur Kunst, Musik und Literatur).
Die Überzeugung einiger Historiker, dass sich mit traditionellen Disziplinen wie der Politik-, Sozial- und Wirtschaftsgeschichte die Vergangenheit nicht allein verstehen lässt, führte von der Strukturgeschichte zur kulturellen Wende (cultural turn).
Ausgangspunkt ist die Auffassung des Kulturethnologen Clifford Geertz, Kultur sei allumfassend zu verstehen als alles, was Menschen mit Bedeutung belegen: „man is an animal suspended in webs of significance he himself has spun“ (Der Mensch ist ein Lebewesen, das in selbstgesponnenen Bedeutungsnetzen verstrickt ist). Demnach untersucht die Neue Kulturgeschichte vor allem die Wahrnehmungs- und Deutungsmuster historischer Akteure und Gruppen von sich selbst und ihrer Umwelt und kann so deren „Träume, hochfliegende Hoffnungen, Projekte“ in die Forschung einbeziehen.
Dabei gilt als Leitdisziplin die Ethnologie (anders als in der vorher dominierenden Sozialgeschichte die Soziologie), die das untersuchte Vergangene nicht mit Hilfe einer Modernisierungstheorie mit den Verhältnissen der Gegenwart zu vergleichen versucht, sondern die den Eigenwert und die Eigenständigkeit der früheren Epoche betont und versucht, diese in ihrer Fremdheit zu erfassen und zu verstehen. Die Neue Kulturgeschichte wird zudem stark von Anthropologie, Mentalitätsgeschichte, Alltagsgeschichte, Mikrogeschichte und Geschlechtergeschichte beeinflusst.
Hauptvertreter der Neuen Kulturgeschichte sind Peter Burke, Natalie Zemon Davis, Robert Darnton, Roger Chartier und Carlo Ginzburg. Auch Historiker der Annales-Schule wie Emmanuel Le Roy Ladurie haben wichtige Arbeiten geliefert.